# طواف إسبانيا 1974
طواف إسبانيا 1974 هو سباق دراجات هوائية أقيم بتاريخ 23 أبريل – 12 مايو، تكون السباق من 19 مرحلة وامتدّ لمسافة 2,987 كم، استغرق السباق 86 ساعة 48 دقيقة 18 ثانية. فاز به الإسباني خوسي مانويل فوينتي.

## الترتيب
| م                     | الدرّاج             | البلد   | الزمن                     |
| --------------------- | ------------------ | ------- | ------------------------- |
| الفائز بالترتيب العام | خوسي مانويل فوينتي | إسبانيا | 86 ساعة 48 دقيقة 18 ثانية |